# Blågårds Sogn
Blågårds Sogn var et sogn i Københavns Stift. Sognet lå i Københavns Kommune. 
Blågårds Sogn blev 28. november 1999 sammenlagt med Brorsons Sogn og Helligkors Sogn til Blågårdens Sogn.
|  | Denne artikel kan blive bedre, hvis der indsættes geografiske koordinater Denne artikel omhandler et emne, som har en geografisk lokation. Du kan hjælpe ved at indsætte koordinater i wikidata. |